# Vânători-Neamț
Vânători-Neamț è un comune della Romania di 8 679 abitanti, ubicato nel distretto di Neamț, nella regione storica della Moldavia. 
Il comune è formato dall'unione di 4 villaggi: Lunca, Mânăstirea Neamț, Nemțișor, Vânători-Neamț. Gemellato col comune italiano di Pogno.